# Orfeusz i Eurydyka (opera)
Orfeusz i Eurydyka (wł. Orfeo ed Euridice, fr. Orphée et Eurydice) – opera w trzech aktach, skomponowana przez Christopha Willibalda Glucka, do której libretto napisał Ranieri de’ Calzabigi. Baśń muzyczna oparta na micie o Orfeuszu. Premiera miała miejsce w 1762 r. w Wiedniu, w 1774 wystawiono ją w zmodyfikowanej wersji francuskiej. W Polsce po raz pierwszy wystawiono ją w Warszawie w roku 1776.

## Historia utworu
Orfeusz i Eurydyka to trzydziesta opera w dorobku Glucka. Za pośrednictwem Giacoma Durazzo, dyrektora teatrów wiedeńskich w latach 1754-1764, Gluck poznał choreografa i kompozytora Gaspara Angioliniego i librecistę Ranieriego de’ Calzabigi. Wspólnie stworzyli balet Don Juan (1761), Po czym sięgnęli po temat Orfeusza szukającego w zaświatach żony. Premiera utworu 5 października 1762 roku, w wiedeńskim Burgtheater, odniosła pewien sukces, choć jak twierdził później Calzabigi, twórcy zawdzięczali go przede wszystkim wykonawcy głównej roli wielkiemu kastratowi Gaetanowi Guadagniemu. Sztuka została wznowiona w Wiedniu w 1763 roku, po czym doczekała się wystawienia w Parmie w 1769 roku, gdzie rola Orfeusza została przetransponowana na sopran dla kastrata Giuseppe Millico. W Londynie wystawiono utwór w 1770 z Guadagnim w roli głównej, ale w wersji skróconej i uzupełnionej przez Johanna Christiana Bacha. W 1771 roku wystawiono go w Bolonii i Florencji, w 1776 roku Haydn poprowadził go w Esztercházie. W następnych latach był wystawiany z przeróbkami w Sztokholmie, Monachium i w Neapolu. Rolę Orfeusza śpiewali legendarni kastraci Giusto Fernando Tenducci i Girolamo Crescentini.
Po paryskim triumfie Ifigenii w Aulidzie w 1774 roku, kiedy po śmierci Ludwika XV na znak żałoby zamknięto teatry paryskie, Gluck zdecydował się na umieszczenie na afiszu bardziej odpowiedniego w tej sytuacji Orfeusza i Eurydyki. Rola Orfeusza została przetransponowana, zgodnie z francuską tradycją, na tenor (haute-contre). Gluck przeredagował też partyturę, dopisując nowe stronice. Triumf nowej wersji utworu, dedykowanej Marii Antoninie, przyćmił nawet wcześniejszy sukces Ifigenii w Aulidzie. Orfeusz i Eurydyka został wystawiony 47 razy, do 1838 roku – 299 razy. Po Josephie Legros, w roli tytułowej występowali Louis (1812) i Adolphe (1831) Nourritowie, a po nich Robert Duprez (1835). Po 1838 roku wersja francuska zniknęła z repertuaru.
Utwór był dalej grany w przeróbce Berlioza, dokonanej z inicjatywy Lèona Carvalho dla Pauline Viardot (Théâtre Lyrique, premiera 19 listopada 1859). Wersja ta została przejęta przez Opéra-Comique w 1896 roku i dotrwała tam do 1970, dając możliwość obsadzania w roli głównej zarówno mezzosopranów i altów (Marie Delna, Jeanne Gerville-Réache, Rose Caron, Claire Croiza, Rita Gorr), co tenorów (Fernand Ansseau, Joseph Rogatchevsky) i barytonów (Michel Llado, Yves Bisson, Gabriel Bacquier). Pod koniec XIX wieku świat podbiła wersja Berlioza przetłumaczona na włoski w wykonaniu wielkich altów i mezzosopranów (Maria Olszewska, Sigrid Onégin, Kerstin Thorborg, Louise Kirkby-Lunn, Clara Butt, Kathleen Ferrier, Elisabeth Höngen, Giulietta Simionato, Shirley Verrett, Maureen Forrester, Marilyn Horne). Równolegle była grana wersja „gluckowska”, oparta na oryginale wiedeńskim z paryskimi dodatkami. Toscanini dwukrotnie wystawił operę w La Scali (1907, Maria Gay; 1924, Fanny Anituá) i dwukrotnie w Metropolitan Opera (1910-12, Marie Delna i Margaret Matzenauer). W Metropolitan Opera prowadzili po nim ten utwór Bruno Walter (1941, Kerstin Thorborg) i Pierre Monteux (1955, Risë Stevens), w La Scali Wilhelm Furtwängler (1951, Fedora Barbieri). W imię realizmu rola Orfeusza została przetransponowana na głos zupełnie przez Glucka nieprzewidziany – na baryton, pozwalając wystąpić w roli głównej Dietrichowi Fischer-Dieskau, Hermannowi Preyowi i Andrzejowi Hiolskiemu. Oryginalne wersje Glucka były do niedawna rzadkością. W 1937 roku Fritz Reiner wystawił w Covent Garden oryginalną wersję francuską, zaśpiewaną przez André Burdino.

## Osoby i pierwsza obsada
| Rola                              | Głos                      | Premiera w wersji włoskiej 5 października 1762 | Premiera w wersji francuskiej 2 sierpnia 1774 |
| --------------------------------- | ------------------------- | ---------------------------------------------- | --------------------------------------------- |
| Orfeusz, mityczny śpiewak i poeta | alt tenor lub mezzosopran | Gaetano Guadagni                               | Joseph Legros                                 |
| Eurydyka, żona Orfeusza           | sopran                    | Lucia Clavereau                                | Rosalie Levasseur                             |
| Amor, bóg miłości                 | sopran                    | Marianna Bianchi                               | Sophie Arnould                                |
| Szczęśliwy Cień                   | sopran                    |                                                |                                               |

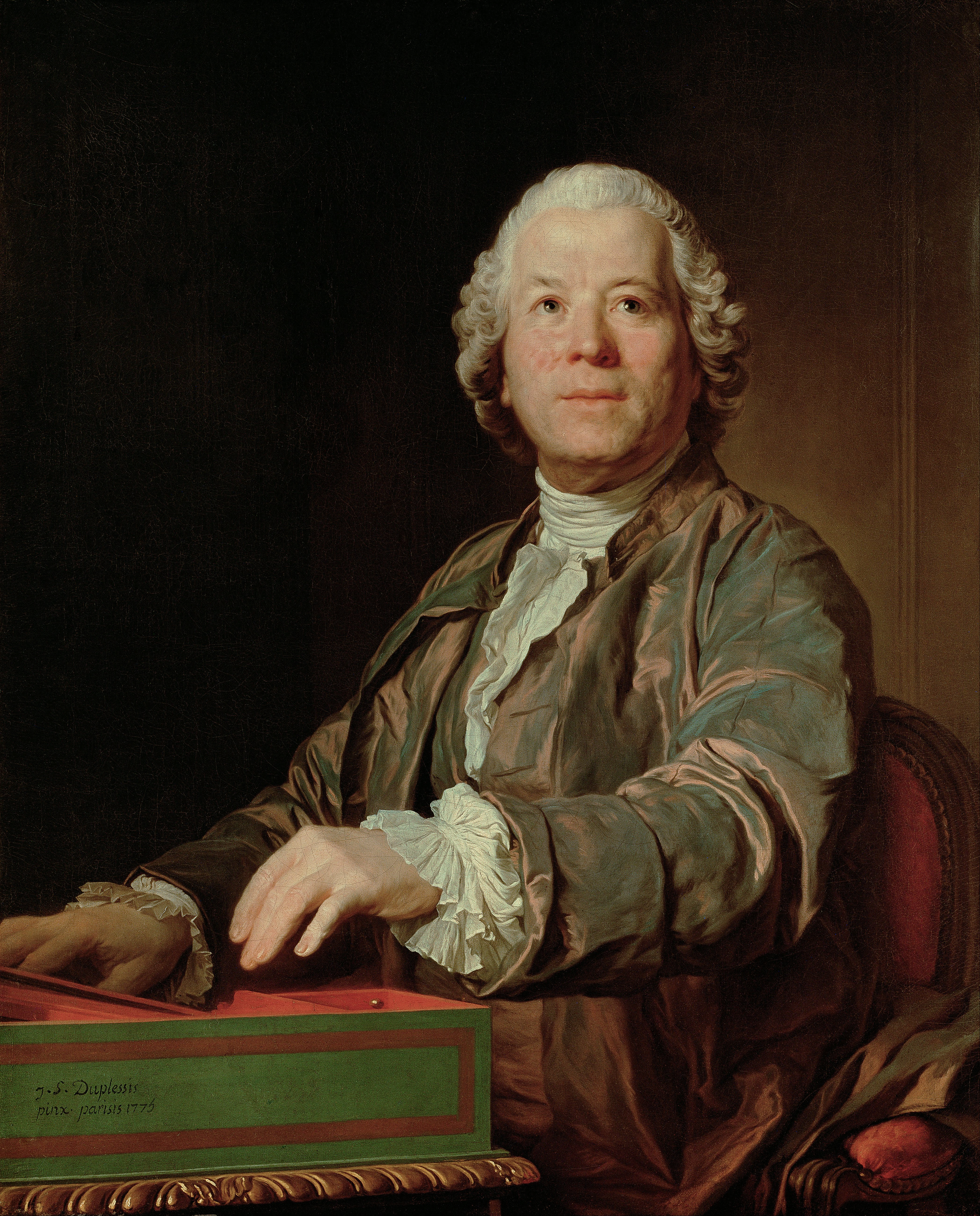
Ch.W. Gluck

pasterze, pasterki, nimfy, furie, duchy elizejskie

## Streszczenie

### Akt I
Orfeusz po śmierci żony rozpacza w gaju oliwnym nad jej grobem, do którego przybywają nimfy i pasterze, by oddać jej hołd. Wzruszony Zeus daje śpiewakowi za pośrednictwem Amora zezwolenie, by udał się do piekieł i wyprowadził żonę z powrotem do świata żywych. Orfeuszowi w drodze powrotnej przed wyjściem z podziemi nie będzie jednak wolno spojrzeć na Eurydykę. Orfeusz schodzi do piekieł.

### Akt II
Chór furii wita Orfeusza u bram piekieł, nad brzegiem Kocytu. Śpiewak daremnie stara się wzruszyć swoim śpiewem tańczące furie. Zrozpaczony uderza w struny swej liry. Jego śpiew porusza najokrutniejsze z upiorów. W wersji z 1774 pojawia się ponadto scena na Polach Elizejskich, gdzie Eurydyka zażywa rajskich rozkoszy otoczona przez Szczęśliwe Cienie. Orfeusz staje pomiędzy nimi. Na jego widok Eurydyka podbiega do niego.

### Akt III

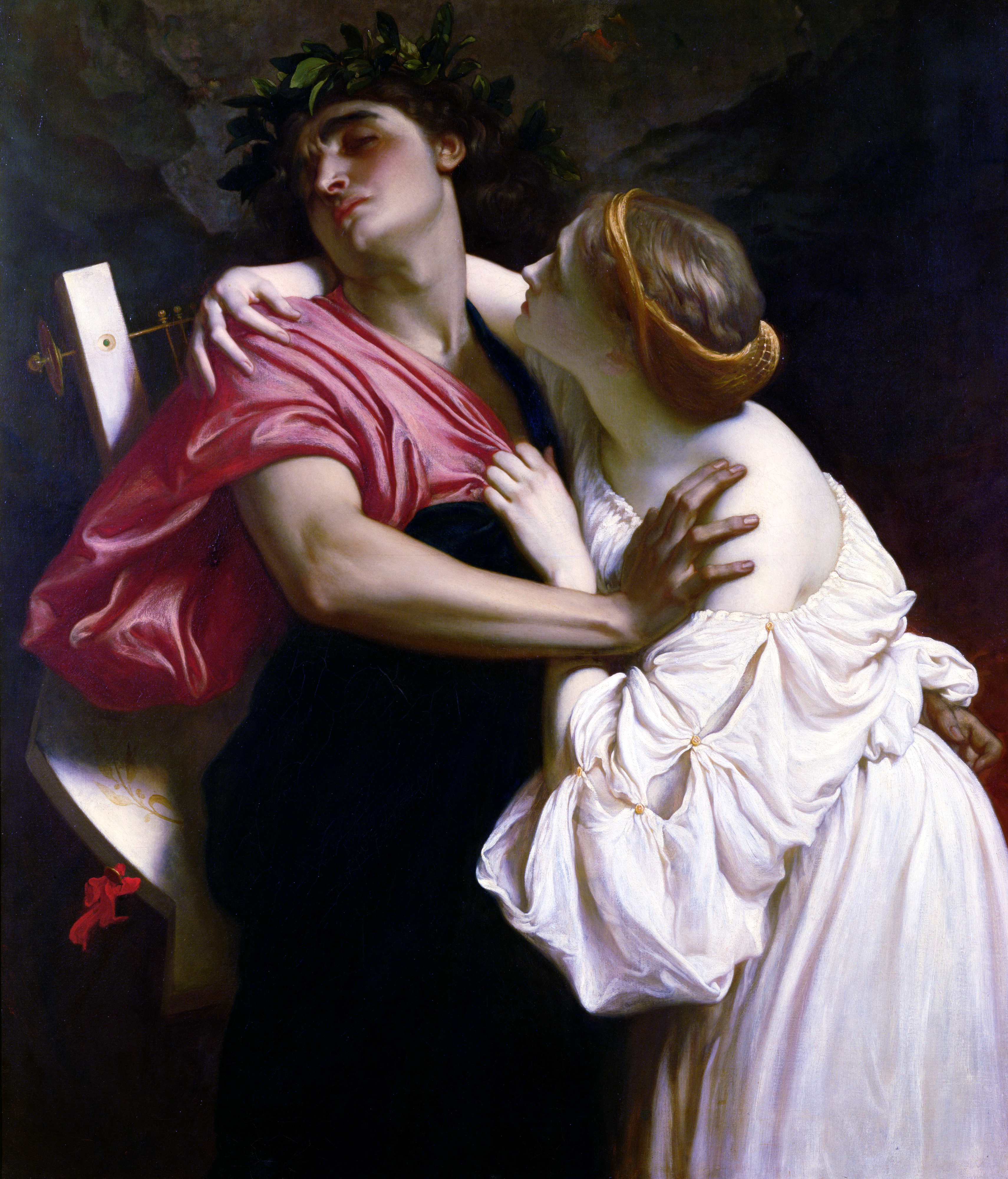
Orfeusz i Eurydyka (1864, autor: Frederic Leighton)

Wracając na ziemię Orfeusz jest wierny warunkowi Zeusa, niepokój jednak targa Eurydyką, która nie tylko wątpi w miłość męża, ale zaczyna słabnąć. Czyni mu wyrzuty. Orfeusz odwraca się i w tym momencie traci ją ponownie. Gdy zdesperowany próbuje odebrać i sobie życie, zostaje powstrzymany przez Amora, który wbrew mitom, za to zgodnie z tendencjami z czasów Glucka, przywraca do życia małżonkę Orfeusza.

## O operze
Opera Glucka cechuje się zróżnicowaniem schematu recytatywów, odrzuceniem arii da capo i zwiększeniem roli orkiestry. Warstwa muzyczna jest tu już bezpośrednio zależna od treści, chór i balet zaś są wkomponowane w tok akcji. Mit o Orfeuszu w operze był opracowywany wielokrotnie, dobrym przykładem jest tu choćby jedna z pierwszych oper w ogóle – Orfeusz Claudia Monteverdiego, jednak opera Glucka odbiła się równie szerokim echem. Muzycznie cytował ją w swojej operetce Orfeusz w piekle nawet Jacques Offenbach.